# Juniperus comitana
Juniperus comitana ist eine Pflanzenart aus der Familie der Zypressengewächse (Cupressaceae). Sie ist in Süd-Mexiko sowie in Guatemala heimisch.

## Beschreibung
Juniperus comitana wächst als immergrüner Baum oder großer Strauch, der Wuchshöhen von 10 bis 12 Meter erreichen kann. Die Art ist meist einstämmig und verzweigt sich erst mehrere Meter über dem Boden. Die Äste mit geraden oder aufsteigend abgehenden Zweigen bilden eine rundliche bis breit-pyramidenförmige Krone. Die bis zu 5 Millimeter dicke Borke ist hell aschbraun gefärbt und blättert in langen Streifen ab. Die schuppige Rinde der Äste ist rotbraun gefärbt.
Es gibt zwei verschiedene Blattformen. Die hellgrünen, schuppenartigen Blätter sind bei einer Länge von 1 bis 2 Millimeter eiförmig geformt. Die Blattränder sind fein gezähnt und die Spitze ist spitz zulaufend. Sowohl die Spitze als auch der Rand sind etwas blasser gefärbt. Die Blattoberfläche kann drüsig sein.
Die nadelförmigen Blätter sind bei einer Länge von 5 bis 11 Millimeter und einer Breite von 0,8 bis 1 Millimeter priemförmig bis linear-pfriemförmig. Alle Blätter verströmen einen sehr schwachen Duft.
Die bläulichen bis blaugrünen Beerenzapfen werden zwischen 9 und 10 Millimeter lang und 5 bis 8 Millimeter dick. Sie haben ein süßlich schmeckendes, harziges Fruchtfleisch und enthalten meist einen, selten zwei Samen.
Die Chromosomenzahl beträgt 2n = 22.

## Verbreitung und Standort
Das natürliche Verbreitungsgebiet von Juniperus comitana liegt in Süd-Mexiko sowie in Guatemala. Es umfasst in Mexiko die Bundesstaaten Chiapas und Hidalgo. In Guatemala findet man die Art in den Departamentos Baja Verapaz, Huehuetenango und Zacapa.
Juniperus comitana gedeiht in Höhenlagen von 1200 bis 2300 Metern. Man findet die Art vor allem auf trocken, felsigen Hängen und Canyons sowie in spärlich bewachsenen Waldgebieten. Sie wächst dort vor allem auf Böden, die sich auf Kalk- oder Dolomitstein gebildet haben. Vor allem in den Waldgebieten kommt es zur Mischbestandsbildung mit Akazien (Acacia), Feigen (Ficus), Kiefern (Pinus) sowie mit Eichen (Quercus).

## Systematik
Die Erstbeschreibung als Juniperus comitana erfolgte 1944 durch Maximino Martínez in Anales del Institutó de Biología de la Universidad Nacional Autonoma de México, Série Biologia, Band 15, Nr. 1, S. 12–15. Das Artepitheton comitana weist auf die Typlokalität etwa 12 Kilometer südlich von Comitán de Domínguez hin.

## Gefährdung und Schutz
Juniperus comitana wird in der Roten Liste der IUCN als „gefährdet“ geführt. Es wird jedoch darauf hingewiesen,  dass eine erneute Überprüfung der Gefährdung notwendig ist. Einer der Hauptgefährdungsgründe stellt der starke Holzeinschlag in ihrem Verbreitungsgebiet dar.